# Videl
Videl (ビ ー デ ル, Bīderu ) es un personaje ficticio de la franquicia de medios Dragon Ball. Fue creada por Akira Toriyama, aparece por primera vez en el Capítulo 421 del manga Dragon Ball publicado originalmente en el Número 23 de Shūkan Shōnen Jump el 11 de mayo de 1993. Su nombre es un anagrama del vocablo inglés Devil (demonio). Es hija de Mr Satan.

## Descripción
Dentro de la serie, es experta en artes marciales como su padre y usa sus habilidades para combatir el crimen en la ciudad. Ella es el interés amoroso de Gohan y juega un papel importante durante el arco de la historia donde él es el personaje principal de Dragon Ball. Cuando Gohan aparece como un justiciero disfrazado conocido como el Gran Saiyaman, rápidamente descubre su identidad y lo chantajea para que le enseñe nuevas técnicas usando su ki. Después de que el principal antagonista del arco de la historia, Majin Boo, es derrotado, los dos establecen un estilo de vida establecido y luego tienen una hija llamada Pan.

## Desarrollo
Como muchos personajes de Dragon Ball cuyos nombres son juegos de palabras, el nombre del personaje es un anagrama de diablo, ya que el nombre de su padre es Mr. Satan; se le conoce como Hercule en las versiones editadas del doblaje en inglés y en el manga en inglés publicado por VIZ Media. La madre de Videl nunca es nombrada o discutida dentro de la serie, aunque Toriyama sugirió que su madre es una hermosa cantante llamada "Miguel" (ミ ゲ ル, migeru ), basado en la noción de un matrimonio poco convencional entre ella. (un " arcángel ") y él (un "diablo"). De acuerdo con el tema de su convención de nomenclatura, el identificador de registro numérico para la placa de matrícula del vehículo de Videl es 666.
A diferencia de su padre, quien es representado como un personaje de alivio cómico ostentoso pero cobarde, Videl se caracteriza por rasgos más heroicos y muestra un admirable potencial de lucha. Su peinado pasó por varios borradores antes de que se eligiera el diseño final de coletas gemelas en 1992, aunque los diseños de cabello alternativos se han utilizado para otros personajes de la serie, incluida Bulma.

### Representación
Videl tiene la voz de Yūko Minaguchi en el anime japonés original y de Shino Kakinuma en Dragon Ball Kai. En las localizaciones en inglés, Videl tiene la voz de Moneca Stori en el doblaje de Ocean, Kara Edwards en el doblaje de Funimation y Erika Harlacher en Bang Zoom! Doblaje de entretenimiento. Minaguchi y Edwards son las actrices de voz más consistentes para la mayoría de las apariciones de Videl en videojuegos y otros medios.